# Самолётный спорт
Самолётный спорт — технический вид спорта, где в качестве «спортивного снаряда» используется самолёт. Один из видов авиационного спорта.

## Дисциплины
В настоящий момент получили распространение следующие дисциплины самолётного спорта:
- соревнования по высшему пилотажу;
- авиаралли;
- соревнования на точность приземления;
- воздушные гонки;

В России действует Федерация самолётного спорта России, задачей которой является проведение соревнований по самолётному спорту, формирование сборных команд России для участия в соревнованиях и так далее. На практике ФСС занимается только одним видом самолётного спорта — высший пилотаж на поршневых самолётах.

## Соревнования по высшему пилотажу
Дисциплина, по которой впервые начали проводиться Чемпионаты мира (начиная с 1960 года) раз в два года.
Также проводится Чемпионат Европы в классе Unlimited, национальные соревнования (ежегодно проводится Чемпионат России по высшему пилотажу), клубные и региональные соревнования.
Первый Чемпионат мира в классе ЯК-52 состоялся в Новосибирске в августе 2008 года. Первым абсолютным чемпионом в этих соревнованиях стал россиянин Антон Беркутов.

## Авиаралли
Суть соревнований заключается в максимально точном прохождении маршрута, который выдаётся экипажу (как минимум пилот и штурман) в виде описания («легенды») и карты с указанием контрольных точек, а также фотографиями контрольных ориентиров. Сложность не только в максимально точном прохождении маршрута, но и в соблюдении точности времени прохождения контрольных точек. Попутно экипаж должен найти соответствующие фотографиям контрольные ориентиры и нанести их на карту. В завершении маршрута необходимо произвести посадку в точно обозначенном месте (см. Соревнования на точность приземления).
В России популяризацией этой дисциплины самолётного спорта и подготовкой к соревнованиям международного уровня занимается Федерация любителей авиации РФ, клуб «КВС» (аэродром «Северка»).

## Соревнования на точность приземления
Имели широкое распространение в СССР в системе аэроклубов ДОСААФ и служили квалификацией обучающихся. Смысл соревнований заключается в максимально точном касании самолётом посадочной полосы в определённом месте (у посадочного Т или в нарисованном квадрате).

## Воздушные гонки
Наиболее известные воздушные гонки в настоящее время проводятся под эгидой Red Bull (Red Bull Air Race). Но это не единственный тип воздушных гонок, существующий в мире. Например, ещё в 2007 году в АТСК «Кубинка» были проведены соревнования по авиагонкам, в ходе которых пара самолётов ЯК-52 летящих на высоте 100 метров вдоль ВПП соревновалась на скорость прохождения отрезка длиной 4 км (длина ВПП).